# 徳川治行
徳川 治行（とくがわ はるゆき）は、江戸時代中期の大名。美濃国高須藩5代藩主。後に尾張徳川家世子となる。官位は従三位・左近衛中将、参議。

## 生涯
高須藩4代藩主・松平義敏の長男として誕生。母は陸奥国守山藩主・松平頼寛の娘。
明和8年（1771年）6月13日、義敏の死去により家督を相続する。高須藩時代の名乗りは松平 義柄（まつだいら よしえ）。安永3年（1774年）8月15日、10代将軍・徳川家治に御目見する。同年12月18日、従四位下・侍従・摂津守に叙任する。
安永6年（1777年）1月25日、2人の息子（治休・治興）に先立たれていた本家の尾張藩主・徳川宗睦の養嗣子となり、将軍・家治の偏諱を受けて徳川治行と改名、従三位・左中将に昇進し、後に参議に任官した（代わって弟の松平義裕が高須藩主を継いだ）。しかし、寛政5年（1793年）8月晦日、養父・宗睦に先立ち死亡した。同年9月5日、死亡が公表された。法名は憲聡院殿。号は源白世子。
尾張藩嫡子には、一橋家から斉朝（第11代将軍徳川家斉の甥）が迎えられた。

## 系譜
子女は1男1女。
- 父：松平義敏
- 母：幾 - 松平頼寛の娘
- 養父：徳川宗睦
- 正室：従姫 - 聖聡院、徳川宗将の五女
- 生母不明の子女
  - 長男：五郎太（1781-1794）
  - 長女：俊姫 - 近衛基前室
- 養子
  - 男子：松平義裕（1762-1795） - 松平義敏の次男